# Klášter Andechs
Klášter Andechs je benediktinský klášter v Andechsu na východním břehu jezera Ammersee v Horních Bavorech postavený na místě původního hradu domácí dynastie Andechsů.
Kostel svatého Mikuláše, svaté Alžběty a svaté Marie je známý pro své rokokové interiéry, štuky a fresky Johanna Baptisty Zimmermanna. V klášterním pokladu je celá řada cenných památek, včetně kostí z lebky svaté Hedviky. Andechs je jedním z cílů poutí v Bavorsku a vaří se zde pivo.